# Bantanto (Fulladu West)
Bantanto ist eine Ortschaft im westafrikanischen Staat Gambia.
Nach einer Berechnung für das Jahr 2013 leben dort etwa 1346 Einwohner, das Ergebnis der letzten veröffentlichten Volkszählung von 1993 betrug 942.

## Geographie
Bantanto in der Central River Region im Distrikt Fulladu West liegt am linken Ufer des Gambia-Flusses. Die South Bank Road führt durch den Ort, Bantanto liegt rund zwei Kilometer südlich von Bansang.